# Dědečkovská klauzule
Dědečkovská klauzule je právní výjimka, která umožňuje za některých podmínek trvání starého pravidla, když se nová pravidla budou aplikovat na všechny nové situace. Tato výjimka je často omezena časově nebo faktem, že dojde ke změně. Jde o rozšíření pravidla, že právo nelze vymáhat retroaktivně (tj. zpětně).
Příkladem byl americký federální zákon o útočných zbraních z roku 1994, který po dobu 10 let zakázal prodej a držení útočných střelných zbraní. Ovšem ti, kteří takové zbraně vlastnili před přijetím zákona, si je mohli ponechat.